# 旭川中央警察署
旭川中央警察署（あさひかわちゅうおうけいさつしょ、英語：Asahikawa Chuo Police Stations，Asahikawa Area，Hokkaido）は、北海道旭川市の市街地中心部に位置する、北海道警察旭川方面本部が管轄する警察署の一つで、大規模署であり署長の階級は警視正である。

## 管轄区域
- 旭川市の一部
- 上川郡
  - 鷹栖町および比布町 ‐ (上川総合振興局管内)

## 所在地
- 北海道旭川市6条通10丁目2231番地1
- 所在機関
  - 自動車安全運転センター旭川方面事務所（警察庁所管法人）
  - 公益財団法人北海道暴力追放センター旭川支局

　（北海道公安委員会の暴力追放運動推進センター指定公益法人）
庁舎内には方面本部の一部機能が入居しており、老朽化や狭あい化が進んでいることから、庁舎の現地建て替えが予定されており、2023年度（令和5年度）に実施した旭川中央警察署庁舎等の整備事業に係るPFI導入可能性調査結果を踏まえて、2025年（令和7年）4月から民間事業者の募集を行い同年12月中の契約締結を経て、方面本部の分庁舎整備も含めて2028年度の完成をめざしている。

## 沿革
- 1891年（明治24年）3月：旭川村に旭川巡査駐在所設置。
- 1897年（明治30年）4月15日：岩見沢警察署旭川分署を廃し、旭川警察署に昇格。
- 1948年（昭和23年）3月7日：旭川地区警察署と旭川市および美瑛町の各自治体警察署に分離発足。
- 1954年（昭和29年）7月1日：北海道警察に統合され旭川方面旭川警察署として発足。
- 1984年（昭和59年）2月1日：旭川東警察署の誕生に伴い管轄区域を分割し、旭川中央警察署となる。

## 組織
- 署長（警視正）
- 副署長（警視）
- 警務官兼警務課長
  - 警務課（警務係、犯罪被害者支援係、相談係）
  - 会計課（会計係）
  - 留置管理課（管理係）
- 刑事・生活安全官
  - 刑事第一課（強行犯係、鑑識係）
  - 刑事第二課（知能犯係、組織犯罪対策係、薬物銃器対策係）
  - 刑事第三課（指導係、盗犯係）
  - 生活安全課（生活安全係、少年係、生活経済・保安係、許可係）
- 地域官
  - 地域課（企画係、指令係、実務指導係、地域係、自動車警ら係）
- 交通官
  - 交通第一課（企画・規制係、指導係）
  - 交通第二課（捜査係）
- 警備課（公安係、外事係、警備係）

## 交番・駐在所および所在地

### 旭川市
- 旭町交番（旭町1条3丁目2764-1）
- 大町交番（住吉4条1丁目1-1）
- 駅前交番（宮下通8-2-1）
- 神居交番（神居2条6丁目103-4）
- 春光交番（春光1条8丁目12-47）
- 春光台交番（春光台2条4丁目3-9）
- 末広交番（末広5条4丁目8-19）
- 近文交番（緑町20-2751）
- 中央交番（5条通4丁目893-4）
- 忠和交番（忠和7条5丁目1-6）
- 七条通交番（7条通17丁目83）
- 四条西交番（4条西5丁目2-4）
- 神居古潭駐在所（神居町神居古潭50-12）
- 東鷹栖駐在所（東鷹栖4条4丁目639-324）

### 鷹栖町
- 鷹栖駐在所（南1条3丁目1-16）
- 北野駐在所（北野東3条1丁目1-6）
- 北斗駐在所（13線15号）

### 比布町
- 比布駐在所（北町1-1-5）
- 蘭留駐在所（北9線14号）

## その他
- 2010年から機能強化を図るため各課の統合を行い、課長に警視を充て、その下に警部の統括官を配置した。
- 2012年から各課の統括官を課長代理に改称した。
- 2013年から警務課を除く各課長に警部を充て、新たに階級が警視の刑事・生活安全官、交通官、地域官ポストを新設した。